# Красильников, Николай Петрович
Никола́й Петро́вич Краси́льников (1901—1944) — младший лейтенант Рабоче-крестьянской Красной Армии, участник Великой Отечественной войны, Герой Советского Союза (1944).

## Биография
Николай Красильников родился 13 (по новому стилю — 27) июля 1901 года в Бийске. Окончил 3 класса церковно-приходской школы и 2 класса высшего городского четырехклассного училища. С 13 лет батрачил в селе Чесноковка, а с 1916 года был учеником приказчика у бийского купца Пахомова. В 1919 году мобилизован в армию Колчака, уведён в Монголию, бежал в Китай, где работал на производстве по выращиванию шелковичных червей. В 1924 году вернулся на Родину. Работал сначала в бийском лесхозе объездчиком, с 1940 года — на стройке в Барнауле. В июле 1941 года Красильников был призван на службу в Рабоче-крестьянскую Красную Армию. Несколько раз был ранен и контужен. К июню 1944 года младший лейтенант Николай Красильников командовал взводом 938-го стрелкового полка 306-й стрелковой дивизии 43-й армии 1-го Прибалтийского фронта. Отличился во время освобождения Витебской области Белорусской ССР.
25 июня 1944 года Красильников вместе с группой бойцов своего взвода переправился через Западную Двину в районе деревни Шарипино Бешенковичского района и принял активное участие в боях за захват и удержание плацдарма на его западном берегу. В тех боях взвод уничтожил 2 огневые точки противника, что способствовало успешной переправе основных сил.
Указом Президиума Верховного Совета СССР от 22 июля 1944 года за «образцовое выполнение боевых заданий командования на фронте борьбы с немецкими захватчиками и проявленные при этом мужество и героизм» гвардии младший лейтенант Николай Красильников был удостоен высокого звания Героя Советского Союза. Орден Ленина и медаль «Золотая Звезда» он получить не успел, так как 8 июля 1944 года был смертельно ранен при бомбардировке вражеской авиацией позиций его взвода. Умер в тот же день в медсанбате. Похоронен в посёлке Лынтупы Поставского района Витебской области Белоруссии.

## Награды и звания
- Герой Советского Союза (1944)

- Награждён рядом медалей[1].

## Память
В честь Красильникова названы улицы в Лынтупах и Бийске, установлен бюст в Бийске.
Стела с именем Н. П. Красильникова на Аллее Героев в Поставах (пл. Ленина).